# Christel Pascal
Christel Pascal (* 6. Oktober 1973 in Gap) ist eine ehemalige französische Skirennläuferin. Sie war auf die technischen Disziplinen Slalom und Riesenslalom spezialisiert und wurde 2001 Vize-Weltmeisterin im Slalom.

## Biografie
Christel Pascal feierte ihren ersten großen Erfolg bei den Juniorenweltmeisterschaften 1992 in Maribor mit der Silbermedaille im Slalom hinter Urška Hrovat. 1993 wurde sie in den Kader des französischen Skiteams aufgenommen. Im Skiweltcup gewann sie ihre ersten Punkte am 30. Dezember 1994 mit Platz 13 beim Slalom in Méribel. Die folgenden vier Saisons brachten wenig Erfolg. Nur sporadisch erschien ihr Name auf den Ergebnislisten in den Punkterängen, einmal erreichte sie am 21. Dezember 1996 als Siebte des Slaloms von Crans-Montana eine Top-10-Platzierung.
In der Saison 1999/2000 stieg Pascal zur absoluten Weltspitze auf. Sie gewann zu Saisonbeginn zeitgleich mit Špela Pretnar den Slalom von Copper Mountain. Mit neun weiteren Platzierungen unter den besten zehn belegte sie in diesem Winter den zweiten Platz im Slalom-Disziplinenweltcup. Die Saison 2000/01 brachte zwei Podestplatzierungen und als größten Erfolg ihrer Karriere die Silbermedaille im Slalom der Weltmeisterschaften 2001 in St. Anton am Arlberg. Im erstmals bei den Weltmeisterschaften 2005 in Bormio ausgetragenen Mannschaftswettbewerb gewann sie mit der französischen Mannschaft mit einem dritten Platz ihre zweite WM-Medaille.
Im Weltcup erreichte Pascal bis zur Saison 2002/03 regelmäßig Top-10-Ergebnisse und teilweise Podiumsplatzierungen. Am 5. Januar 2004 riss sie sich bei einem Sturz im zweiten Durchgang des Slaloms von Megève das Kreuzband im rechten Knie und musste die restliche Saison pausieren. Eine weitere Verletzung folgte am 8. Januar 2006 beim Slalom in Maribor, was gleichzeitig ihr Karriereende bedeutete.
Christel Pascal war mit dem ehemaligen französischen Skirennläufer Christophe Saioni verheiratet und schien kurze Zeit als Christel Pascal-Saioni in den Ergebnislisten auf. 2002 ließ sich das Paar scheiden.

## Erfolge

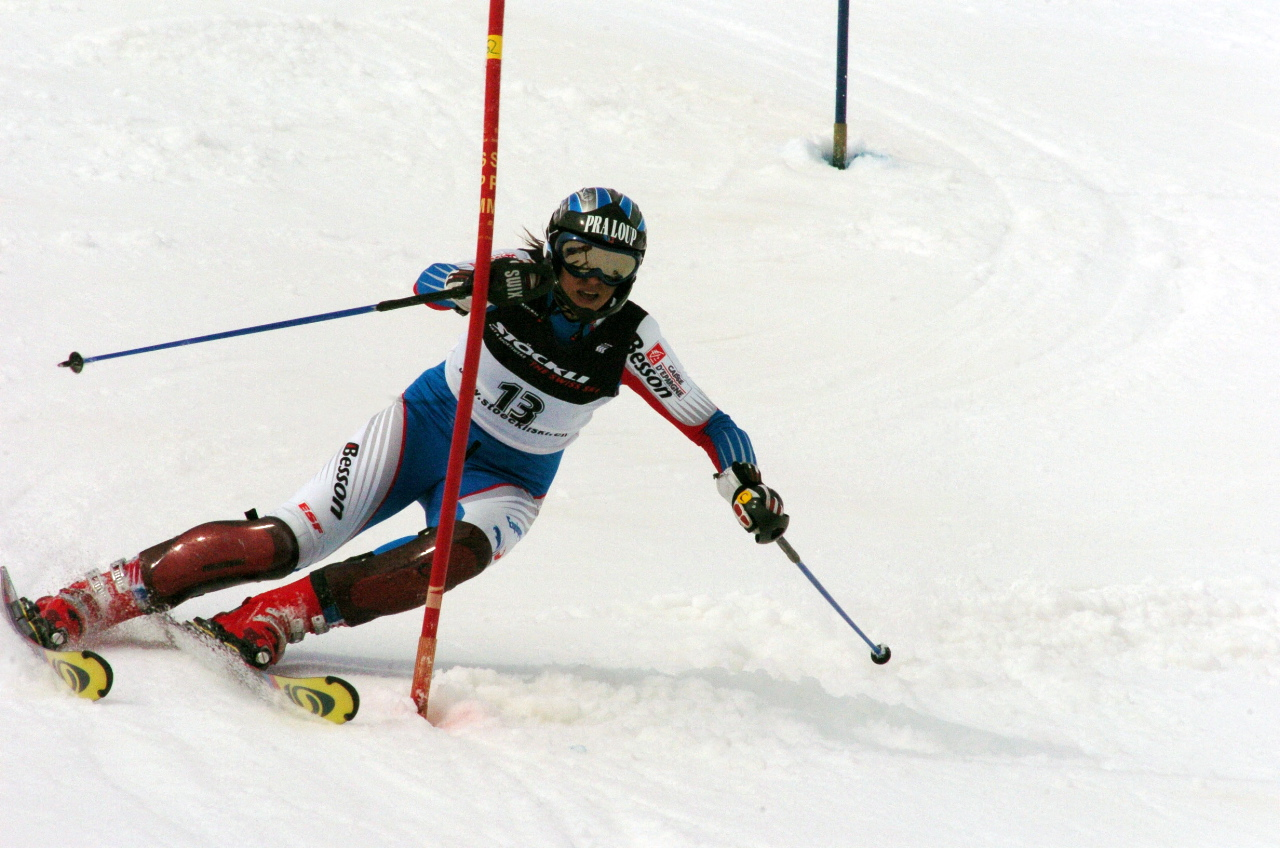
Christel Pascal bei einem Slalom in Fiesch im März 2005

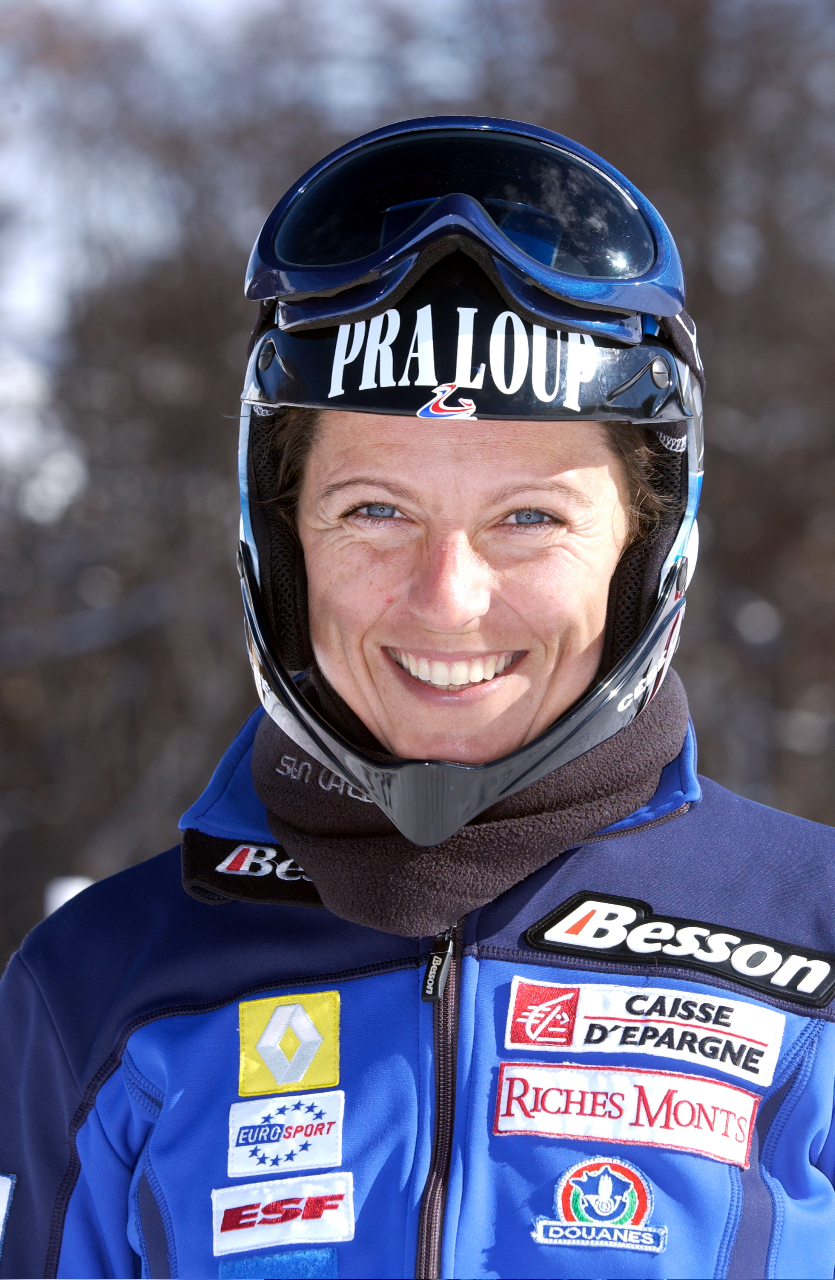
Christel Pascal im September 2004

### Olympische Spiele
- Salt Lake City 2002: 25. Riesenslalom

### Weltmeisterschaften
- Sestriere 1997: 18. Slalom
- Vail 1999: 18. Slalom
- St. Anton 2001: 2. Slalom, 7. Riesenslalom
- St. Moritz 2003: 12. Slalom
- Bormio 2005: 3. Mannschaftswettbewerb, 12. Slalom

### Weltcup
- Saison 1999/2000: 2. Slalomwertung
- Saison 2000/01: 6. Slalomwertung
- Saison 2001/02: 6. Slalomwertung
- Saison 2002/03: 4. Slalomwertung
- 9 Podestplätze, davon 1 Sieg:

| Datum             | Ort             | Land | Disziplin |
| ----------------- | --------------- | ---- | --------- |
| 20. November 1999 | Copper Mountain | USA  | Slalom    |

### Europacup
- Saison 1993/94: 9. Slalomwertung
- Saison 1995/96: 8. Slalomwertung
- Saison 1997/98: 8. Slalomwertung
- 3 Podestplätze (Einzelergebnisse erst ab 1994/1995 verfügbar)

### Juniorenweltmeisterschaften
- Maribor 1992: 2. Slalom

### Weitere Erfolge
- 5 französische Meistertitel (Slalom 1997, 2000, 2001 und 2002, Riesenslalom 2000)
- 4 Podestplätze, davon 1 Sieg im Nor-Am Cup (Slalom in Breckenridge am 14. November 1999) (Einzelergebnisse erst ab 1994/1995 verfügbar)